# Maccabi Tel Aviv FC
Maccabi Tel Aviv Football Club (hebrejsky מועדון כדורגל מכבי תל אביב, v transkripci Mo'adon kaduregel Makabi Tel Aviv) je izraelský fotbalový klub z Tel Avivu.
Je nejúspěšnějším izraelským klubem historie, pětadvacetkrát získal mistrovský titul (1935–36, 1936–37, 1941–42, 1946–47, 1949–50, 1951–52, 1953–54, 1955–56, 1957–58, 1966–68, 1969–70, 1971–72, 1976–77, 1978–79, 1991–92, 1994–95, 1995–96, 2002–03) a 22× izraelský pohár (1928–29, 1929–30, 1932–33, 1940–41, 1945–46, 1946–47, 1953–54, 1954–55, 1957–58, 1958–59, 1963–64, 1964–65, 1966–67, 1969–70, 1976–77, 1986–87, 1987–88, 1993–94, 1995–96, 2000–01, 2001–02, 2004–05). Je jediným klubem v Izraeli, který nikdy neopustil 1. ligu. V letech 1996–2000 tým úspěšně vedl i známý trenér Avram Grant, jenž dovedl Chelsea do finále Ligy mistrů. Maccabi hrál Ligu mistrů prvně v sezóně 1992/93. V sezóně 2004/05 hrál základní skupinu Ligy mistrů, v ročníku 2011/12 základní skupiny Evropské ligy. Ani v jednom případě se mu však nepodařilo postoupit.
Podle průzkumu deníku Jedi'ot achronot z roku 2012 šlo o druhý nejoblíbenější domácí tým mezi izraelskými fotbalovými fanoušky (23 %). Oblíbenější byl jen Maccabi Haifa. Podle zprávy americké neziskové organizace New Israel Fund z roku 2003 se fanoušci Maccabi Tel Aviv umístili na druhé příčce mezi nejvíce rasistickými fotbalovými fanoušky v Izraeli. Více rasističtí měli být jen fanoušci týmu Bejtar Jeruzalém. V roce 2023 izraelská iniciativa Vyhoďme rasismus a násilí z izraelského fotbalu (KIO) znovu zařadila fanoušky Maccabi Tel Aviv na druhé místo nejvíce rasistických fanoušků. Iniciativa napočítala v sezóně 2022/2023 celkem 65 rasistických incidentů. Většina byla namířena proti Arabům, ale také proti hráčům tmavé pleti. Iniciativa dále uvedla, že problém je systémový, jelikož izraelské složky nevymáhají dodržování vlastních antirasistických zákonů. Týmoví ultras byli opakovaně obviňováni z rasismu. V roce 2014 byl například terčem jejich skandování rasistických urážek fotbalista Mahran Radi, který v té době za tým hrál. Ultras skandovali: „Nechceme v týmu Araby!“ a „Radi je mrtvej“.

## Kompletní výsledky v evropských pohárech
| Sezóna  | Soutěž | Kolo    |                     | Soupeř                  | Doma | Venku |
| ------- | ------ | ------- | ------------------- | ----------------------- | ---- | ----- |
| 1992–93 | PMEZ   | Př.     | Malta               | Valletta FC             | 1–0  | 2–1   |
|         |        | 1.      | Belgie              | Club Brugge KV          | 0–1  | 0–3   |
| 1994–95 | PVP    | Př.     | Island              | Keflavík                | 4–1  | 2–1   |
|         |        | 1.      | Německo             | Werder Brémy            | 0–0  | 0–2   |
| 1995–96 | LM     | Př.     | Švýcarsko           | Grasshoppers Curych     | 0–1  | 1–1   |
| 1996–97 | LM     | Př.     | Turecko             | Fenerbahçe              | 0–1  | 1–1   |
|         | UEFA   | 1.      | Španělsko           | CD Tenerife             | 1–1  | 2–3   |
| 1999–00 | UEFA   | Př.     | Litva               | FBK Kaunas              | 3–1  | 1–2   |
|         |        | 1.      | Francie             | RC Lens                 | 2–2  | 1–2   |
| 2001–02 | UEFA   | Př.     | Litva               | Žalgiris Vilnius        | 6–0  | 1–0   |
|         |        | 1.      | Chorvatsko          | Dinamo Zagreb           | 1–1  | 2–1   |
|         |        | 2.      | Nizozemsko          | Roda JC Kerkrade        | 2–1  | 1–4   |
| 2002–03 | UEFA   | 1.př.   | Estonsko            | FC Levadia Tallinn      | 2–0  | 2–0   |
|         |        | 1.      | Portugalsko         | Boavista Porto          | 1–0  | 1–4   |
| 2003–04 | LM     | 2.př.   | Slovensko           | MŠK Žilina              | 1–1  | 0–1   |
| 2004–05 | LM     | 2.př.   | Finsko              | HJK Helsinki            | 1–0  | 0–0   |
|         |        | 3.př.   | Řecko               | PAOK FC                 | 1–0  | 3–0   |
|         |        | Skupina | Německo             | FC Bayern Mnichov       | 0–1  | 1–5   |
|         |        |         | Itálie              | Juventus                | 1–1  | 0–1   |
|         |        |         | Nizozemsko          | Ajax Amsterdam          | 2–1  | 0–3   |
| 2005–06 | UEFA   | 2.př.   | Kypr                | APOEL Nikósie           | 2–2  | 0–1   |
| 2007–08 | UEFA   | 1.př.   | Andorra             | FC Santa Coloma         | 4–0  | 0–1   |
|         |        | 2. př.  | Turecko             | Erciyesspor             | 1–1  | 1–3   |
| 2010–11 | EL     | 2.př.   | Černá Hora          | FK Mogren               | 2–0  | 1–2   |
|         |        | 3.př.   | Řecko               | Olympiacos              | 1–0  | 1–2   |
|         |        | 4.př.   | Francie             | Paris Saint-Germain FC  | 4–3  | 0–2   |
| 2011–12 | EL     | 2.př.   | Ázerbájdžán         | Chazar Lankaran         | 3–1  | 0–0   |
|         |        | 3.př.   | Bosna a Hercegovina | FK Željezničar Sarajevo | 6–0  | 2–0   |
|         |        | 4.př.   | Řecko               | Panathinaikos FC        | 3–0  | 1–2   |
|         |        | Skupina | Turecko             | Beşiktaş J.K.           | 2–3  | 1–5   |
|         |        |         | Ukrajina            | FC Dynamo Kyjev         | 1–1  | 3–3   |
|         |        |         | Anglie              | Stoke City              | 1–2  | 0–3   |